# 大阪砲兵工廠

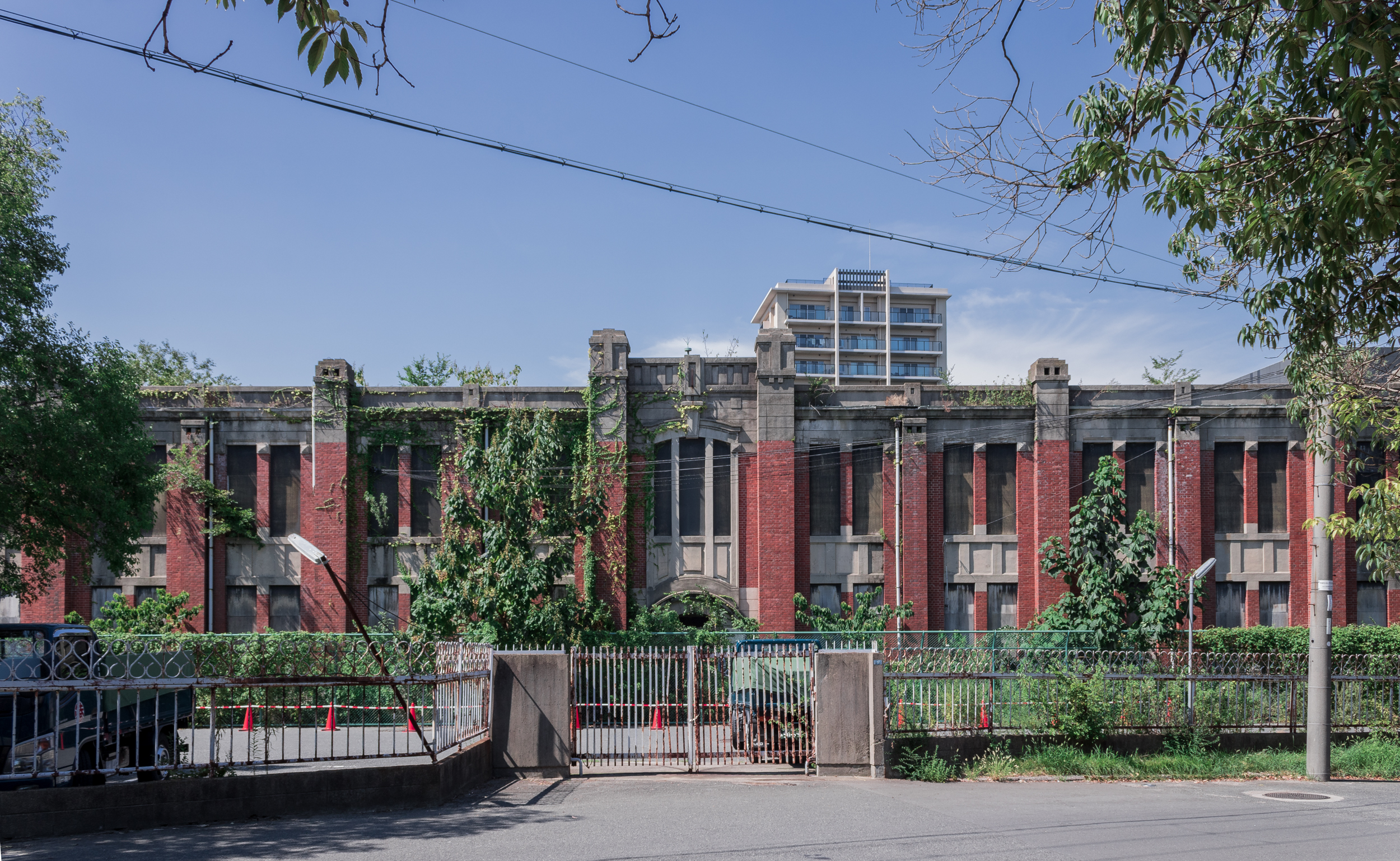
化学分析場跡。2018年現在、廃墟となっている。

1945年頃の大阪陸軍造兵廠の敷地図（赤色の部分。道路・鉄道は現在のもの）

大阪砲兵工廠（おおさかほうへいこうしょう）は、大阪府大阪市にあった大日本帝国陸軍の兵器工廠（造兵廠）。太平洋戦争の敗戦まで、大口径の火砲を主体とする兵器の製造を担ったアジア最大規模の軍事工場であった。また、戦前中の日本では重工業分野においてトップクラスの技術や設備を持っていたため、官公庁や民間の要望に応えて兵器以外のさまざまな金属製品も製造していた。最終時の名称は大阪陸軍造兵廠（おおさかりくぐんぞうへいしょう）。

## 概要

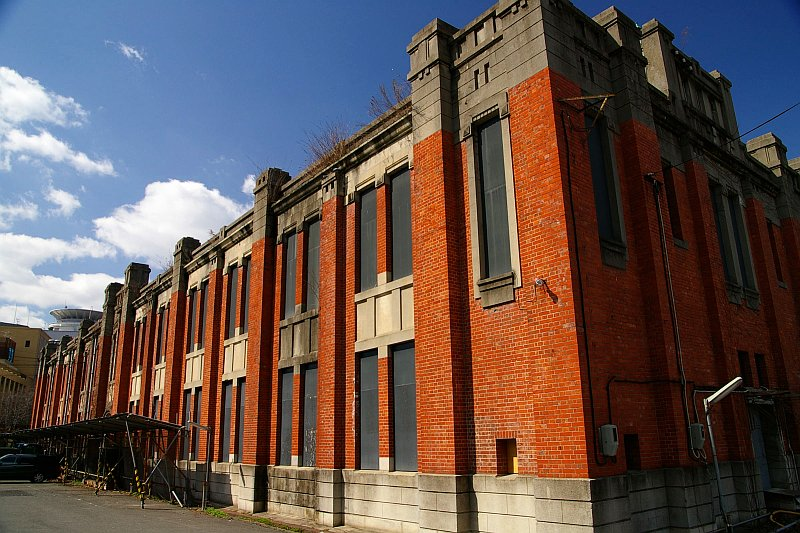
旧化学分析場（1919年築）

明治維新後、大日本帝国陸軍建設の指揮を揮った兵部大輔大村益次郎の建言により設置が決まった。1870年3月4日（明治3年2月3日）、幕府の長崎製鉄所の機械および技術者、職工を移設して兵部省直営の造兵司（のち大阪造兵司）が新設された。同年4月13日（旧暦）に大坂城青屋口門内中仕切元番所を仮庁として事務を開始した。
大阪造兵司は陸軍省の発足とともに、1872年4月15日（明治5年3月8日）大砲製造所と呼ばれた。さらに1875年（明治8年）2月8日の組織改正で砲兵第二方面内砲兵支廠（東京は第一方面内本廠）と改称された。1879年（明治12年）、砲兵工廠条例の制定に伴って10月10日陸軍省達乙七四号より大阪砲兵工廠となり。1923年（大正12年）4月1日より施行された陸軍造兵廠令によって陸軍造兵廠大阪工廠と改称されるまで、単に「砲兵工廠」の名で大阪市民に呼びならわされた。1940年（昭和15年）4月1日、陸軍兵器本部の設置に伴い大阪陸軍造兵廠と改称。
当初の敷地は大坂城三の丸米蔵跡地（現：大阪城ホール、太陽の広場など）だけであったが、1912年（明治45年）までに玉造口定番下屋敷跡地（現：記念樹の森、市民の森など）や京橋口定番下屋敷跡地（現：大阪ビジネスパーク）へ拡張され、1940年には城東錬兵場（現：JR西日本森ノ宮電車区、大阪市営地下鉄森之宮検車場、森ノ宮団地など）へ拡張された。敗戦直前は土地596万m2、建物70万m2を有し、民間から土地220万m2、建物35万m2を借りていた。また、1945年（昭和20年）8月頃の最大工員数は約6万4000人であった（関係の民間工場従業員数については1945年6月時点で約20万人と記した資料もある）。
当時、大阪砲兵工廠（大阪陸軍造兵廠）はアジア最大の規模を誇り、陸軍唯一の大口径火砲の製造拠点であった。主に火砲・戦車・弾薬類を開発・製造していた。また、鋳造・金属加工分野では当時の日本においては最先端の技術水準を持っており、軍需だけでなく鋳鉄管や橋梁といった民需も受注していた。東京の靖国神社にある青銅製の第二鳥居は、1887年（明治20年）に大阪砲兵工廠で鋳造されたものであり、現存の靖国神社の全4基の鳥居の内では最も古く、また青銅製の鳥居として日本一の大きさを誇っている。日本で初めて製造された鋳鉄管を用いた大坂城天守閣南西側の内堀に架かる水道管（現存）も、大阪砲兵工廠で製造されたものである。
一方、労働災害が軽視される時代にもあり、1918年（大正7年）に取りまとめられた統計によれば、過去3年間における砲兵工廠の外傷患者は、のべ24万7158人に達していたことが明らかにされている。
1945年6月26日、7月14日のアメリカ陸軍航空軍第20航空軍による爆撃（大阪大空襲）では大きな被害は無かったが、8月14日午後、約150機のB-29の集中爆撃で工廠は80%以上の施設が破壊されその機能を失った。空襲による砲兵工廠構内での死者は382人と報告されている。ただ、隣接地域を含めた犠牲者の総数については分かっていない。

### アパッチ族
戦後、焼跡地は不発弾が多く危険だという理由で放置され、約20年近く更地のままとなっていた。
昭和30年から昭和34年にかけて、夜間になると川を越えて敷地内に不法侵入し、鉄くずを回収しては持ち去って売却する在日韓国人、在日朝鮮人らがいた。彼らと警察の攻防を新聞は「アパッチ族」と書き立てた。「アパッチ族」の呼称は、彼らが警察、守衛らから身を守るための合図が当時封切されていたアパッチ族の映画での所作に似ていたためである。朝日新聞夕刊は「アパッチ族」と題した連載ルポルタージュを昭和33年7月31日から同年8月2日に掲載した。警察、守衛との攻防で多数の犠牲者を出したことと、法律的には窃盗団であることから、世間からの賛同も集められず、昭和34年8月にアパッチ族は解散となった。本田良寛はアパッチ族解散に尽力している。
開高健が1959年（昭和34年）発表した小説『日本三文オペラ』は、当時のアパッチ族たちの生活を描いたもので、有名になった。小松左京も1964年（昭和39年）に発表した初めての長編SF小説『日本アパッチ族』で、当時まで残っていた跡地をイメージし社会と隔離した地、「追放区」として登場させている。実際にアパッチ族の一員であった在日朝鮮人作家の梁石日も1994年出版の自著『夜を賭けて』に当時の自身の経験を元に書いている。2009年9月に世田谷パブリックシアターで初演された演劇作品『ワルシャワの鼻』（生瀬勝久作/出演、明石家さんま主演）も、このアパッチ族を描いたものである。

## 歴史
- 1870年（明治3年）2月3日 - 造兵司設置
- 1871年（明治4年）7月 - 大阪造兵司に改称
- 1872年（明治5年）
  - 2月 - フランス式4斤野砲竣工（設置以来、最初の製品）
  - 3月8日 大砲製造所に改称、陸軍省所管
- 1873年（明治6年）6月 - 後の大阪砲兵工廠本館となる建物竣工
- 1875年（明治8年）2月 - 砲兵第二方面内砲兵支廠に改称
- 1879年（明治12年）10月10日 - 大阪砲兵工廠に改称
- 1882年（明治15年）8月 - 和泉郡宇多大津村（現在の泉大津市）に大砲試験場を設置
- 1885年（明治18年）9月 - 廠内鉄道開通
- 1886年（明治19年）12月 - 二十八糎砲など、鎮台司令長官や近隣府県知事来観のもと試験を行う
- 1887年（明治20年）7月 - 靖国神社鳥居（現存）を鋳造、各藩より拠出された青銅廃砲を原料とし新たに鋳造場や重機・軌道を設置
- 1888年（明治21年）1月10日 - 科学場設置
- 1893年（明治26年）2月1日 - 水道鉄管の鋳造を開始
- 1896年（明治29年）3月 - 廠内鉄道が城東線（現在の大阪環状線）と接続
- 1903年（明治36年） 2月1日 - 初の鋼製砲身（9センチ臼砲）完成
- 1918年（大正7年）- 国産自動車第1号製作
- 1922年（大正11年）- 診療所設置
- 1923年（大正12年）- 陸軍造兵廠大阪工廠に改称（ほかに東京、名古屋、平壌）
- 1937年（昭和12年）
  - 8月 - 造兵廠大阪研究所設置（現在残存している化学試験場の建物）
  - 12月 - 枚方製造所設置（後の小松製作所工場、現在は関西外国語大学中宮キャンパス）
- 1939年（昭和14年）
  - 3月1日 - 枚方禁野弾薬倉庫で爆発事故が発生、城東練兵場を敷地に組み込む
  - 12月 - 播磨製造所設置(戦後、国鉄高砂工機部となる）
- 1940年（昭和15年）4月 - 大阪陸軍造兵廠と改称
- 1942年（昭和17年）10月 - 陸軍兵器行政本部設置
- 1944年（昭和19年）7月 - 薬莢製造所を島根県に移設
- 1945年（昭和20年）
  - 8月14日 - 空襲により工廠の80%が被災、死者382名
  - 敗戦後、GHQが造兵廠を接収
- 1947年（昭和22年）- 元造兵廠建物の一部を民間に払い下げ
- 1948年（昭和23年）- GHQの造兵廠接収、一部解除
- 1952年（昭和27年）- 造兵廠の接収解除、公園用地の整備開始
- 1981年（昭和56年）- 大阪陸軍造兵廠旧本館解体

## 工廠長

### 砲兵支廠
提理
- 児玉実文 砲兵中佐：1875年2月8日[15] - 1876年
- 関廸教 砲兵中佐（陸軍省第三局次長兼提理御用取扱）：1876年10月23日[15] - 1878年
- 河上繁栄 砲兵大尉（提理代理、翌年提理心得）：1878年 - 1879年
- 牧野毅 中佐：1879年3月22日[15] -

### 大阪砲兵工廠
提理
- 牧野毅 砲兵中佐ー砲兵大佐（砲兵第二方面提理兼務、のち要塞砲兵監、砲兵会議議長）：1879年10月14日[15] - 1890年9月
- 太田徳三郎 砲兵中佐ー少将：1890年10月1日[16] - 明治35年5月
- 楠瀬幸彦　少将：1902年5月5日[17] - 1904年3月
- 川合致秀 砲兵大佐：1904年3月27日[17] - 1907年11月13日
- 加藤泰久 少将：1907年11月13日[18] - 1910年11月30日
- 村岡恒利 少将ー中将：1910年11月30日[18] - 1919年11月29日
- 横山彦六 少将：1919年11月25日[18] - 1923年3月30日[18]（陸軍造兵廠大阪工廠に再編）

### 陸軍造兵廠大阪工廠
工廠長
- 井上与一郎 少将：1923年4月1日[19] -
- 三輪時雄 大佐：1924年2月4日[19] -
- 三木善太郎 少将：1930年8月1日[20] -
- 小柳津正蔵 少将：1932年4月11日[20] -
- 永持源次 少将：1933年8月1日[20] -
- 林狷之介 少将：1935年3月15日[20] -
- 中山徳治 中将：1935年12月2日[20] -
- 尾藤加勢士 少将：1937年8月2日[21] -
- 長谷川治良 少将：1939年3月9日[21] - 1940年3月31日[21]（大阪陸軍造兵廠に改編）

### 大阪陸軍造兵廠
廠長
- 木村弘人 中将：1940年4月1日[22][23] -
- 相馬癸八郎 中将：1944年3月1日[23] - 終戦[23]

## 現在
敷地は現在、大阪城公園の一部（北外濠・東外濠の外縁一帯）、大阪ビジネスパーク、JR西日本森ノ宮電車区、大阪市高速電気軌道森之宮検車場などになっている。
現存している部分には、京橋口付近に表門、便所（または守衛詰所）、化学分析場、青屋口付近に石造アーチ荷揚門（平野川側の重量物搬運用水門、明治4年5月落成）などがある。
青屋口にあった1873年（明治6年）竣工の旧本館（「時計台工場」とも呼ばれた）は、保存運動や文化庁の調査指示を無視した大阪市によって、1981年（昭和56年）5月2日に取り壊しが強行された。跡地には現在、大阪城ホールが建てられている。玉造口付近にあった診療所（旧身体障害者福祉センター）跡は1991年（平成3年）9月17日、大阪国際平和センター（ピースおおさか）に装いを新たにした。

### 遺構
化学分析場（化学試験場）
1919年（大正8年）に竣工、ネオ・ルネサンス様式の煉瓦造地上2階・地下1階の建物。建築家砲兵工廠建築部置塩章の設計、延面積1887平方メートルで、大阪橋下組の施工による。第二次世界大戦後、阪大工学部校舎、さらに1964年から1998年まで自衛隊大阪地方連絡部として利用されていたが、現在は放置されており、荒廃が進んでいる。

## ギャラリー

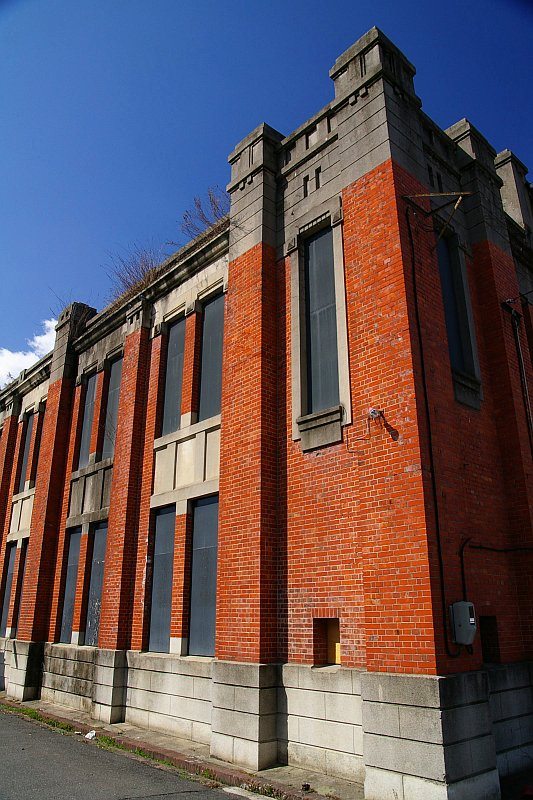
化学分析場（南東角）
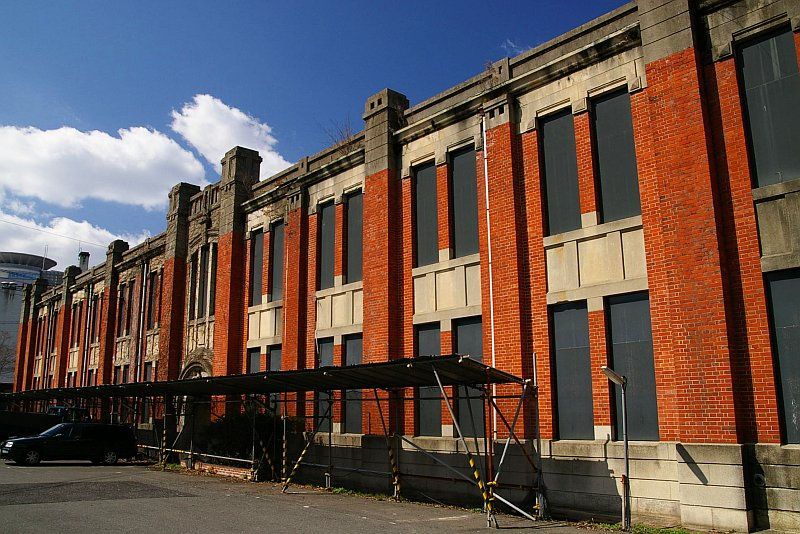
化学分析場（南面・正面）
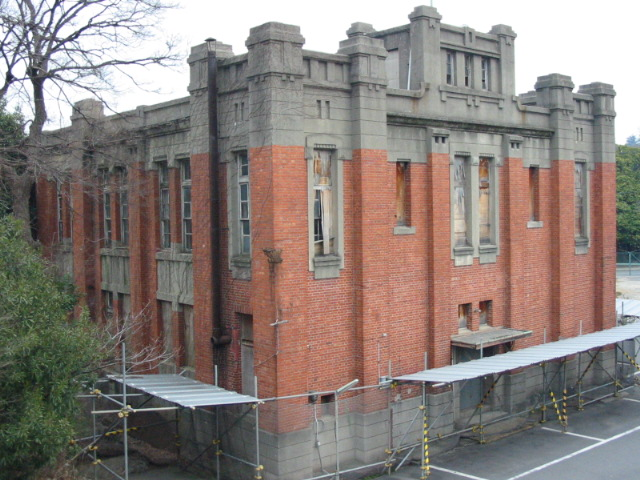
化学分析場（西面）
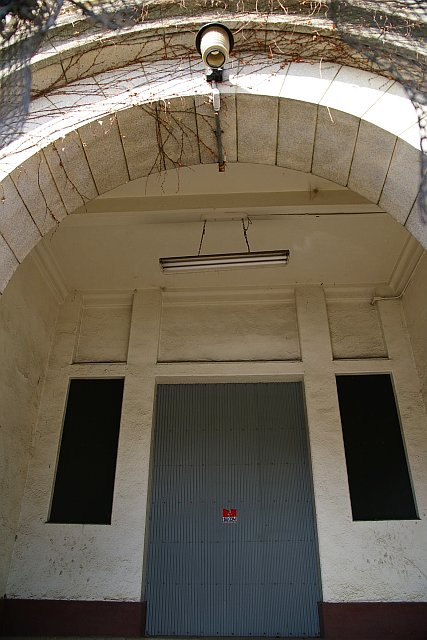
化学分析場（正面入口）
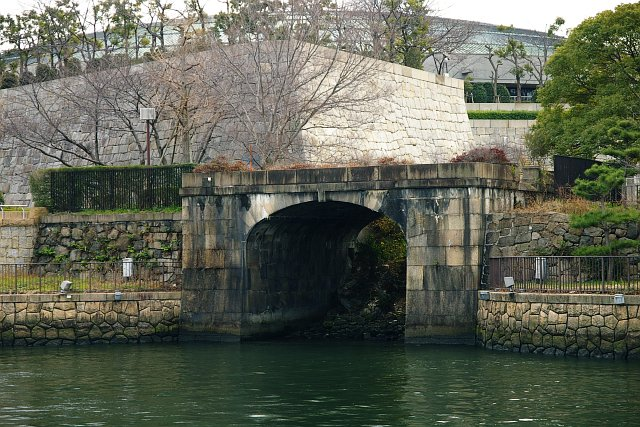
石造アーチ荷揚門 （第一荷積場）
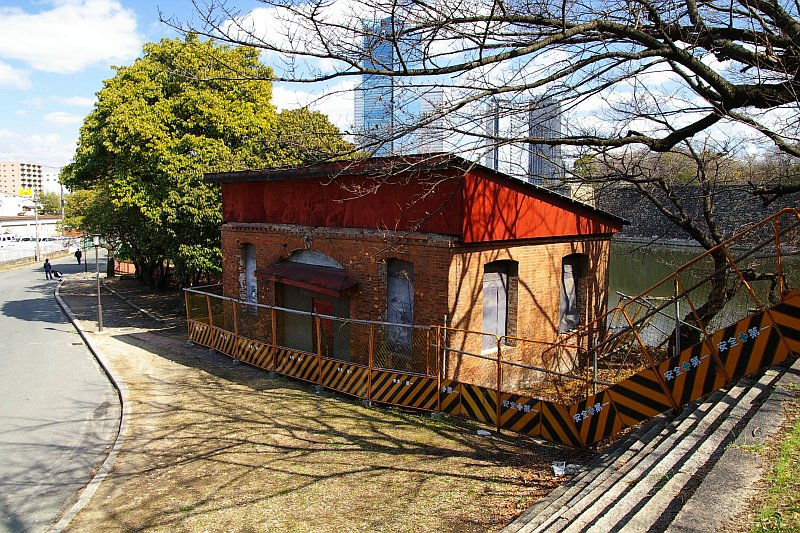
便所（または守衛詰所）
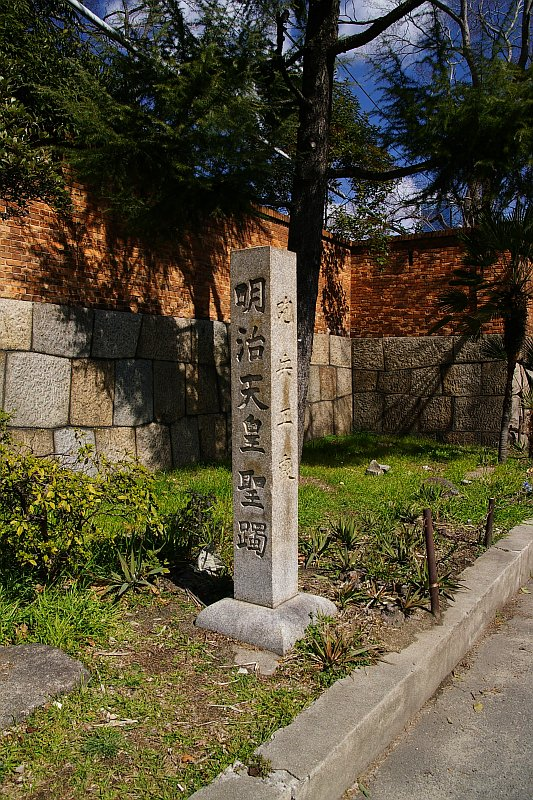
表門前 明治天皇聖躅碑
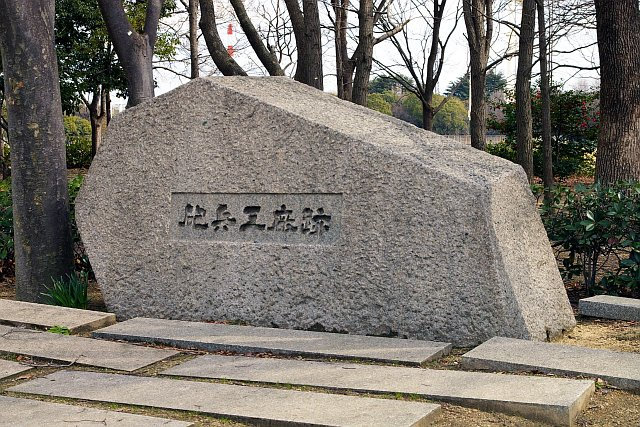
記念碑（1959年建立。もとは旧本館付近にあったが、大阪城ホールが建設されたため移築された）
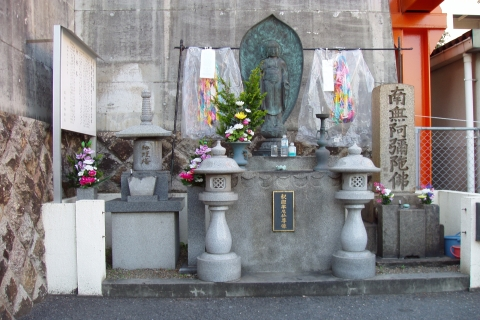
1945年8月14日の空襲による被災者の慰霊碑（京橋駅南口）
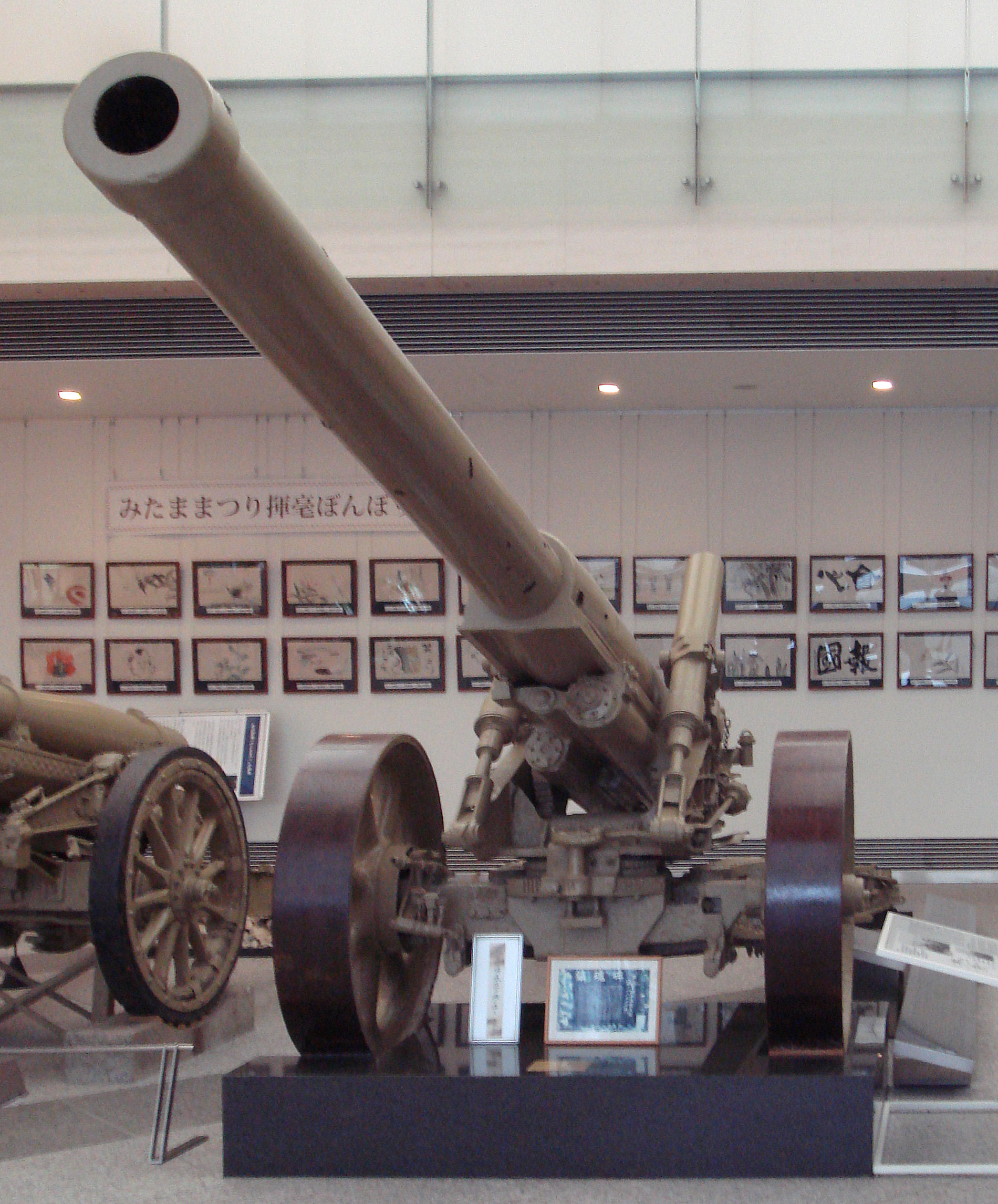
1942年に大阪陸軍造兵廠で製造され、第32軍直轄軍砲兵の独立重砲兵第100大隊に配備され沖縄戦で使用された八九式十五糎加農（靖国神社遊就館蔵）
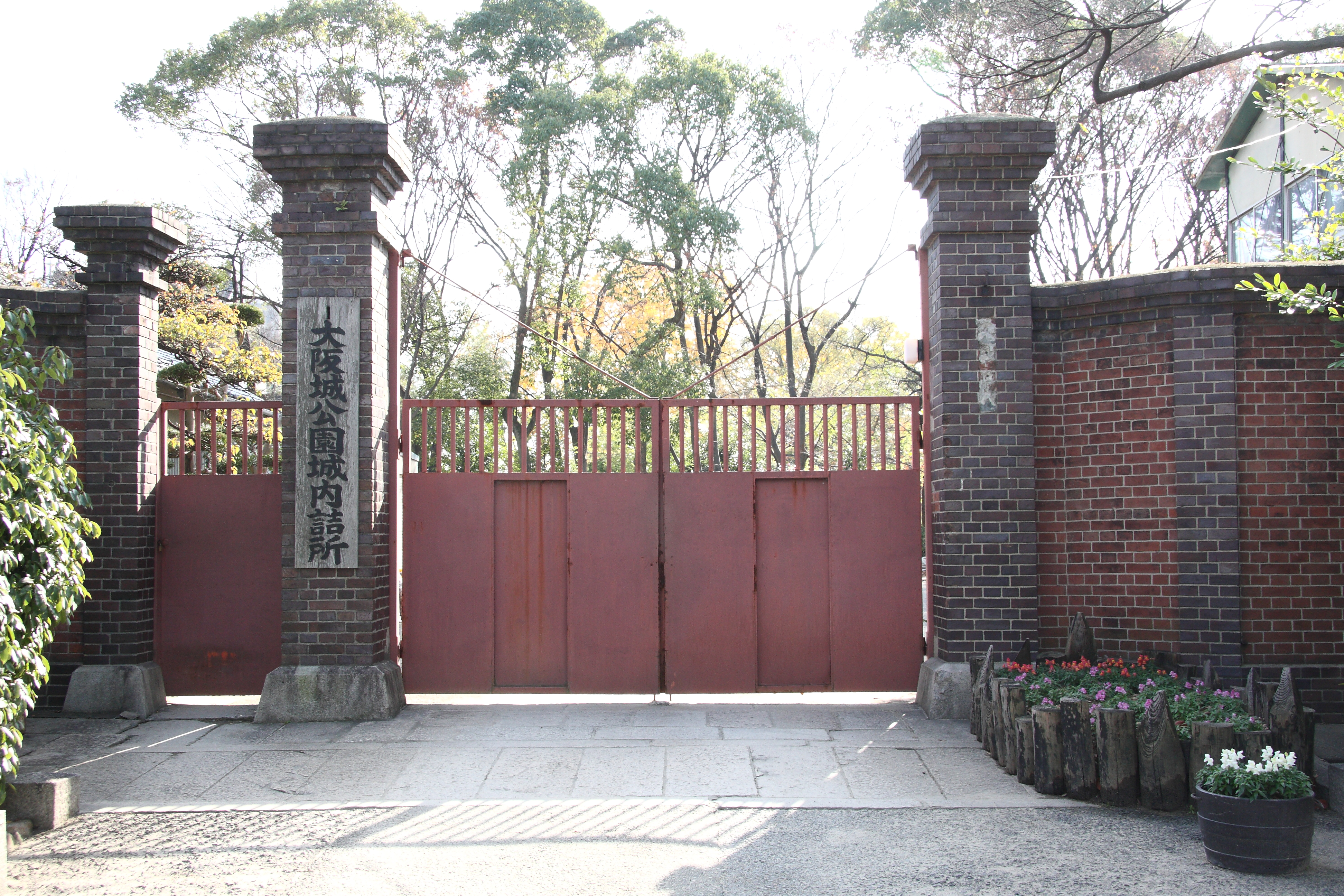
大阪砲兵工廠（兵器支廠跡）　兵器類をしまっていた場所

## 交通機関
旧科学分析場、旧便所へは
- Osaka Metro 天満橋駅 より徒歩10分
- 京阪電鉄 天満橋駅 より徒歩10分
- JR 大阪城北詰駅 より徒歩10分
- 大阪シティバス 京阪東口 より徒歩5分